# Alpes da Estíria e da Caríntia
Os  Alpes da Estíria e da Caríntia (em italiano:  Alpi di Stiria e Carinzia) é um maciço montanhoso que se encontra, como o seu nome o indica, nas regiões da Estíria e da Caríntia na Áustria e cujo ponto mais alto é o Eisenhut   com 2.441 m.

## SOIUSA
A Subdivisão Orográfica Internacional Unificada do Sistema Alpesno (SOIUSA) dividiu em 2005 os Alpes em duas grandesPartes: Alpes Ocidentais e Alpes Orientais, separados pela linha formada pelo  Rio Reno - Passo de Spluga - Lago de Como - Lago de Lecco.
A secção alpina dos Alpes da Estíria e da Caríntia é formada pelos Alpes de Gurktal, e os Alpes de Lavanttal.

### Classificação  SOIUSA
Segundo a SOIUSA este acidente geográfico é uma Secção alpina  com as seguintes características:
- Parte = Alpes Orientais
- Grande sector alpino = Alpes Orientais-Centro
- Secção alpina = Alpes da Estíria e da Caríntia
- Código = II/A-19

## Imagens

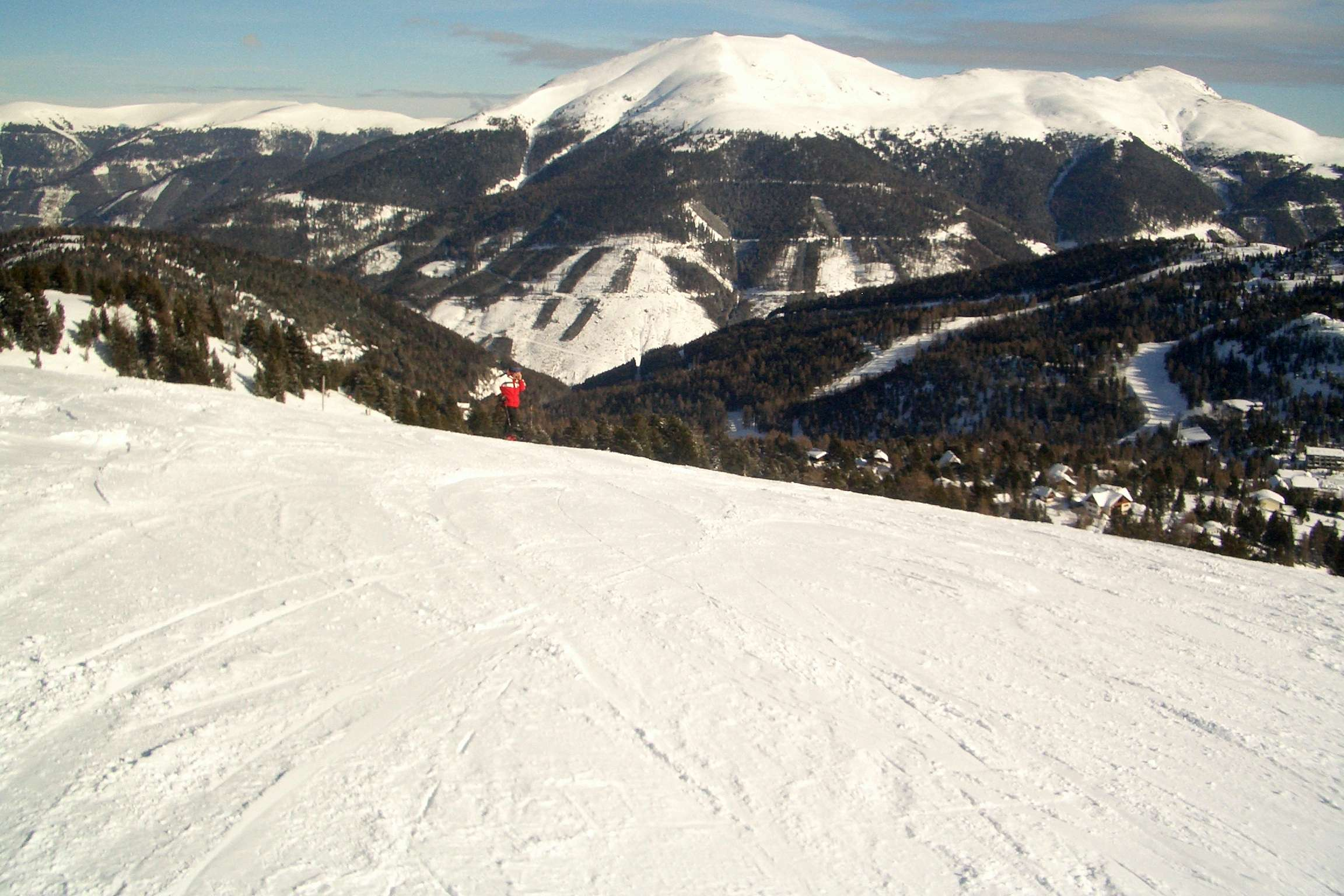
O Eisenhut